# Newcastle (Dublino)
Newcastle (in inglese) o An Caisleán Nua (in irlandese) è una cittadina nella contea di South Dublin, in Irlanda.